# Cem Gelinoğlu
Cem Gelinoğlu (* 20. Juli 1983 in Düzce, Türkei) ist ein türkischer Schauspieler und Drehbuchautor.

## Leben und Karriere
Gelinoğlu wurde 1983 in Düzce geboren. 2015 schrieb und spielte er die Hauptrolle im Film Ali Kundilli, sowie Fortsetzung Ali Kundilli 2. Anschließend spielte er 2017 in Şansımı Seveyim die Hauptrolle. 2019 schrieb er das Drehbuch zum Film Aykut Enişte. Außerdem wurde er 2023 für die Serie Kısmet gecastet. Im selben Jahr bekam Gelinoğlu in dem Film Bursa Bülbülü die Hauptrolle.

## Filmografie
Filme
- 2015: Ali Kundilli
- 2016: Ali Kundilli 2
- 2016: Yok Artık! 2
- 2017: Şansımı Seveyim
- 2019: Aykut Enişte
- 2020: Bize Müsaade
- 2021: Aykut Enişte 2
- 2023: Bursa Bülbül
- 2025: Tur Rehberi

Serien
- 2023: Kısmet
- 2024: Karşılaşmalar